# Фођано (Потенца)
Фођано (итал. Foggiano) је насеље у Италији у округу Потенца, региону Базиликата.
Према процени из 2011. у насељу је живело 237 становника. Насеље се налази на надморској висини од 451 м.